# ZALA 421-02X
ZALA 421-02X — беспилотный летательный вертолет марки ZALA. Является улучшенной версией предыдущей модели ZALA 421-02. Производится ижевской компанией ZALA AERO GROUP.
Предназначен для применения в гражданских целях, таких как экологический мониторинг, наблюдение зон ЧС, мониторинг магистральных нефте- и газопроводов, контроль за телекоммуникационными и электрическими сетями, лазерное сканирование местности, сельскохозяйственные работы, научные исследования, перевозка небольших грузов и др. Надежная конструкция аппарата позволяет использовать его в транспортировке радиоэлектронной аппаратуры, в протягивании проводов через водные объекты и в труднодоступной местности, в локальном тушении пожаров. БПЛА может служить ретранслятором связи в условиях чрезвычайной ситуации.

## Конструкция
ZALA 421-02X является улучшенной версией первого беспилотного вертолета компании — ZALA 421-02. Четырехтактный двигатель мощностью 40 л.с. позволил улучшить летные характеристики аппарата. Благодаря использованию в конструкции авиационного алюминия и композитных материалов, удалось снизить удельную массу вертолета до 83 кг. Предусмотрена возможность опционального размещения дополнительного топливного бака. Система запуска и посадки аппарата — автоматическая вертикальная.. Также аппарат способен совершать взлет и посадку с борта движущегося корабля при крене в 25-30 градусов..

## Тактико-технические характеристики
- Радиус действия видео/радиоканала 25 км / 50 км
- Продолжительность полета 1,5-2 ч
- Габариты рамы 750х2860х1180 мм
- Диаметр основного ротора 3120 мм
- Максимальная высота полета 3000 м
- Запуск Вертикальный
- Посадка Вертикальный
- Тип двигателя ДВС (Ванкель)
- Скорость до 60 км/ч
- Максимальная взлетная масса 90 кг
- Масса целевой нагрузки 25 кг
- Навигация GPS/ГЛОНАСС
- Диапазон рабочих температур −30°C…+40 °C

## Приложения
1. ↑  ZALA 421-02X Архивная копия от 1 февраля 2014 на Wayback Machine. Сайт производителя ZALA AERO GROUP Архивная копия от 11 июля 2016 на Wayback Machine
2. ↑  Российская компания готова оснастить вертолетоносцы «Мистраль» новейшими беспилотниками. Дата обращения: 21 января 2014. Архивировано 2 февраля 2014 года.